# Scream Silence
Scream Silence es una banda alemana de rock gótico alternativo procedente de Berlin y surgida en 1998.

## Trayectoria
El disco debut "To Die For" de 1999 fue nombrado álbum del mes según la revista musical Orkus y posteriormente se les brindaria la posibilidad de hacer giras junto a Christian Death y Dreadful Shadows.
Dos años más tarde sale a la luz el sucesor "The 2nd" que les permite girar como cabezas de cartel y además tocan en el Wave-Gotik-Treffen de Leipzig. El tercer álbum "Seven Tears" fue editado en 2003 y a pesar de su escasa promoción obtuvo críticas muy favorables por parte de la prensa especializada.
Durante la primavera del 2004 crearon su propio sello discográfico "Plainsong Records" y de inmediato empiezan a trabajar en su cuarto álbum "Elegy" que vería la luz en octubre de 2004 y contaría con Yuki Melchert (violín) y Anika Skusa (violonchelo) como músicos invitados.
Su disco más reciente "Heartburnt" fue editado en 2015.

## Discografía

### Discos de estudio
- To Die For (1999)
- The 2nd (2001)
- Seven Tears (2003)
- Elegy (2004)
- Saviourine (2006)
- Aphelia (2007)
- Apathology (2008)
- Scream Silence (2012)
- Heartburnt (2015)

### Sencillos
- "The Sparrows and The Nightingales" (2000) (cover de Wolfsheim)
- "Forgotten Days" (2001)
- "Curious Changes" (2004)
- "Creed" (2005)
- "Dreamer's Court" (2012)
- "Art Remains" (2015)